# Priamosz kincse

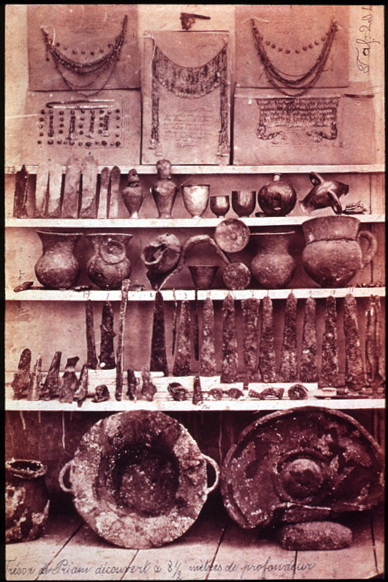
A kincs 1880-as szétválasztása előtt készült felvétel

Priamosz kincsének nevezik azt a leletegyüttest, amit Heinrich Schliemann német régész talált meg Trója romjai közt. A leletegyüttesnek valójában semmilyen köze nincs a mitológiai Priamosz királyhoz, mivel azonban a trójai ásatás első, a 19. században szenzációsnak számító leletegyütteséről van szó, Schliemann erről az alakról nevezte el a talált kincseket. A lelet Trója II. rétegéből, az i. e. 2600-2250 közötti időszakból származik, a homéroszi Trója azonban nem ezzel a réteggel azonosítható.
Különféle arany, ezüst és bronzékszerek, diadémok, serlegek, gyűrűk alkotják az együttest, ami 1996-tól a moszkvai Puskin Múzeumban látható.

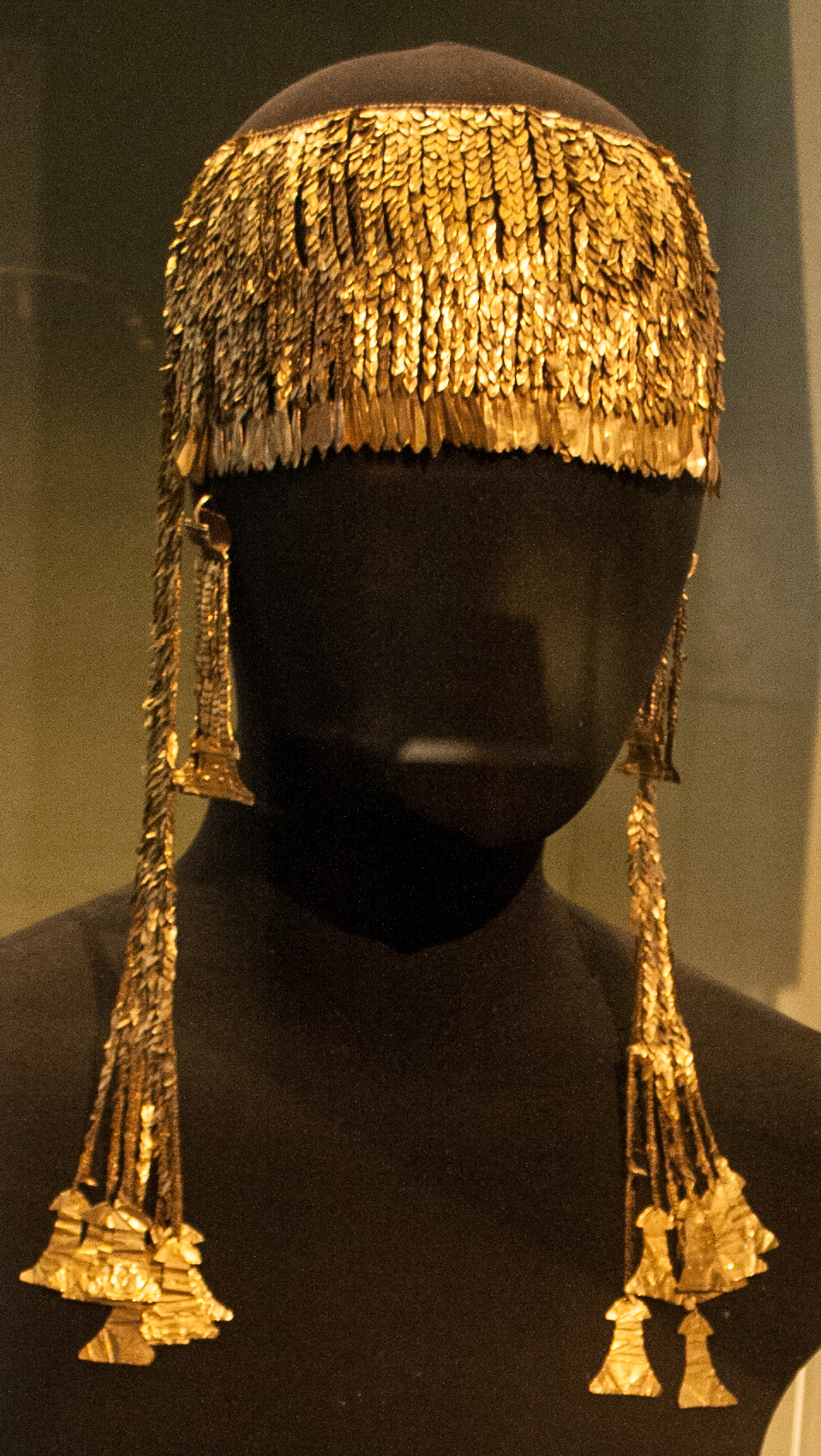
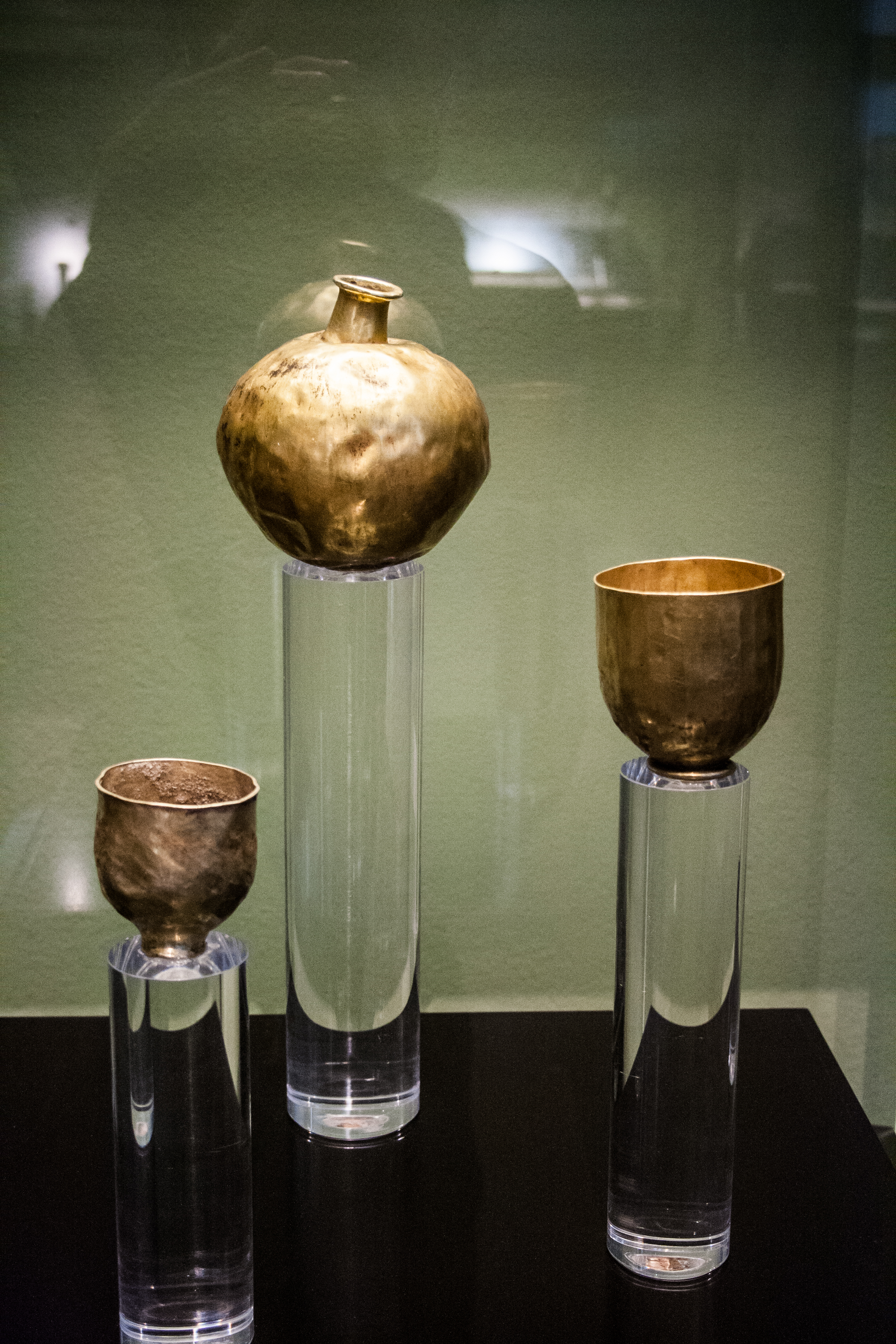
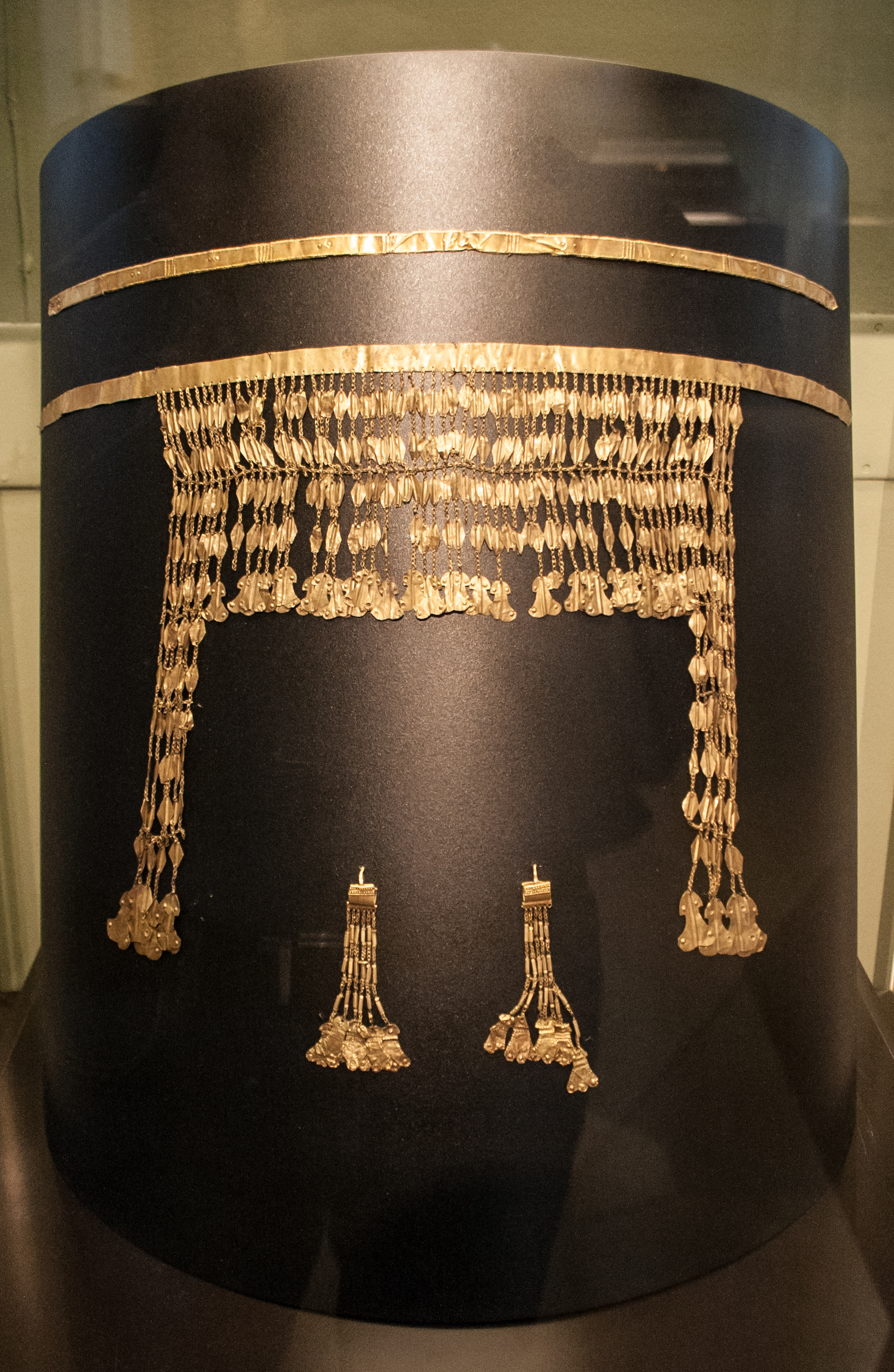
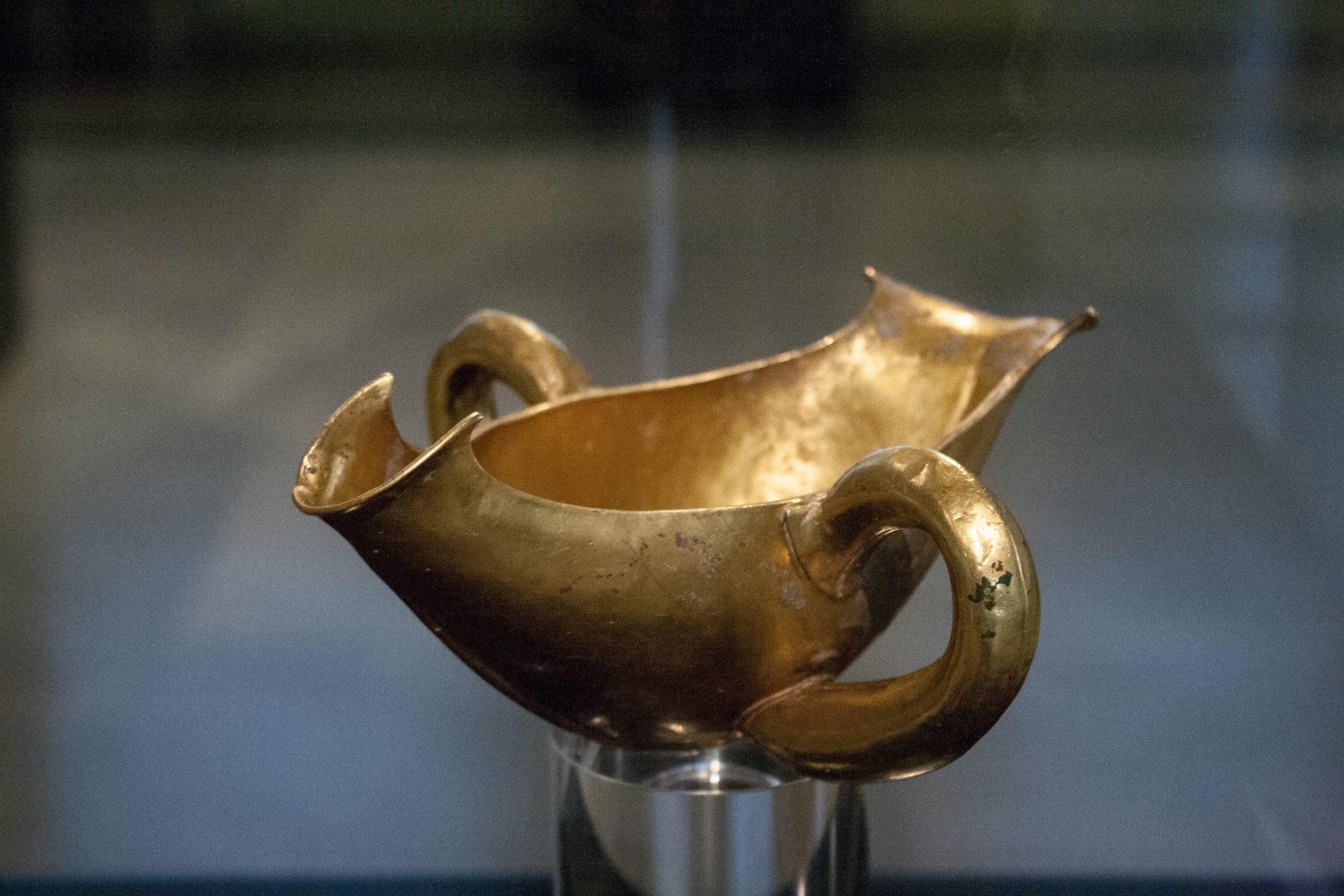